# Ржаной виски (алкогольный напиток)

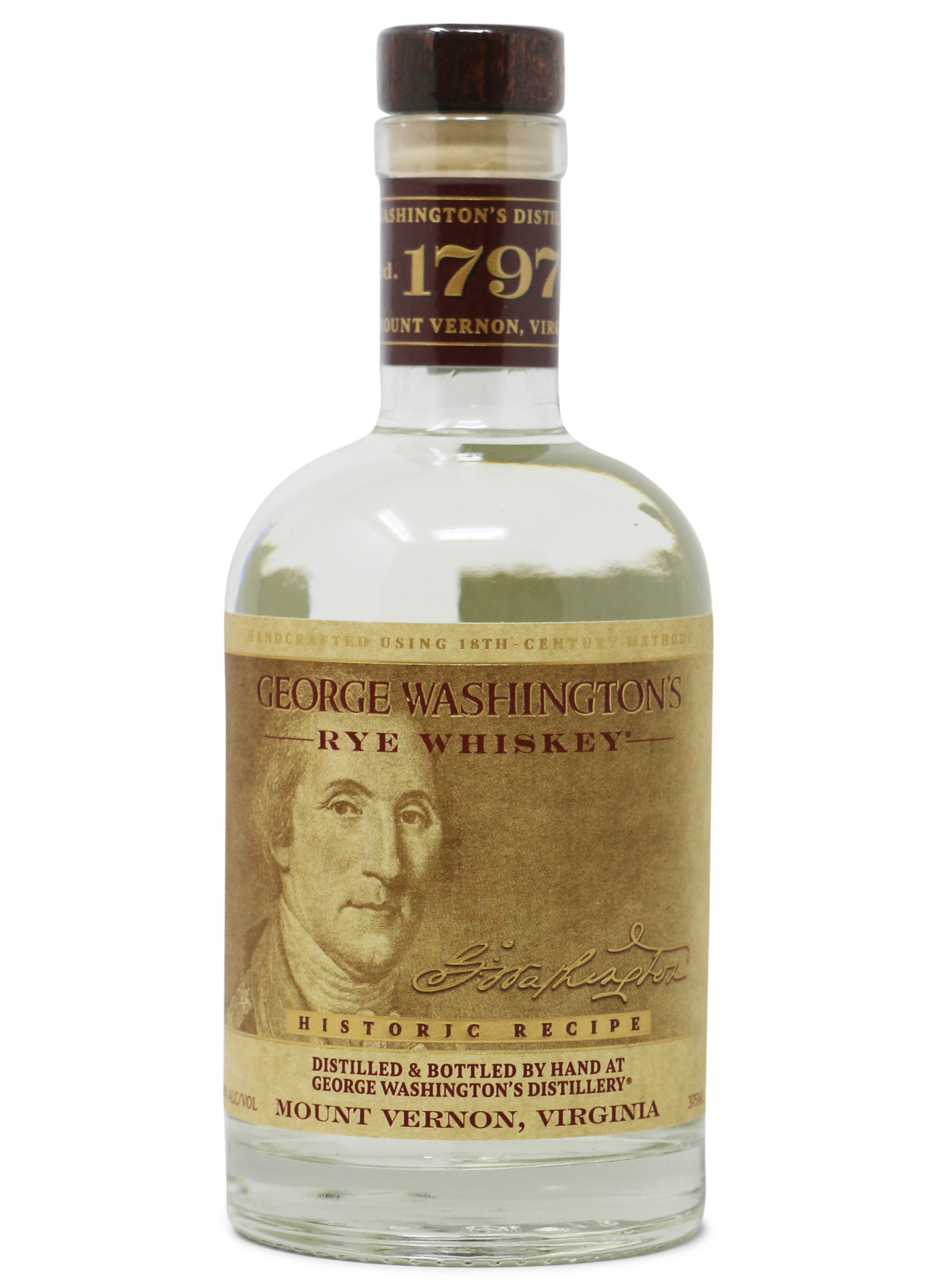
Ржаной виски (англ. rye whiskey)

Ржаной виски (англ. rye whiskey) — сорт виски, в составе которого не менее 51% ржаного зерна. Его перегоняют до крепости не более 80% (160 proof ) и разливают в бутылки крепостью не ниже 40% (80 proof). Выдерживается не менее двух лет в новых обугленных дубовых бочках.

## Описание
Рожь в составе сусла придаёт особый вкусовой профиль готовому напитку, поскольку данный вид зерновых сам по себе является довольно своеобразным по своим вкусовым характеристикам. Ржаной виски готовится аналогично бурбону, с тем лишь отличием, что в бурбоне 51 % кукурузы, а в ржаном, соответственно — 51 % ржи. Оставшийся процент заполняется чем угодно, от кукурузы до солодового ячменя, пшеницы и т. д. Так же, как и бурбон, ржаной виски выдерживается в новых обугленных дубовых бочках, где готовый напиток приобретает свой окончательный цвет и дополнительно обогащается пряным ароматом. По аналогии с бурбоном, ржаной виски перегоняется до крепости не более 80 % и разливается в бутылки с крепостью не менее 40 %.
Главным отличием ржаного виски от бурбона является более пряный вкус перечных акцентов. Благодаря выдержке в дубовых бочках, в аромате присутствуют ноты карамели и ванили.

## Отличительные особенности
Преобладающий компонент сусла при производстве бурбона и ржаного виски (кукурузы или ржи), составляющий всего 51%, может показаться не таким уж заметным различием, однако этого достаточно для того, чтобы вызывать значительные отличия у готовых напитков. Их вкусовая палитра легко очерчена: бурбон — более мягкий, что и способствует его большей популярности. Кукуруза придает больше сладости, а также более маслянистую текстуру, благодаря которой его легче пить. В хорошо приготовленном бурбоне наиболее заметными ароматами являются ноты карамели, темных фруктов и нот специй, лежащие в основе сладости.
Ржаной виски охватывает более широкий диапазон вкусов. Соотношение ингредиентов в сусле более вариативно. Плюс в его состав легально может входить до 2,5% добавок, тогда как бурбон можно разбавлять только водой. Такая податливость означает, что вкус готового напитка может варьироваться от сладкого кукурузного спирта, напоминающего бурбон, до 100% ржаного. В аромате — от ванили и травяных нот, до землистых нот или сильных нот перца, мускатного ореха и корицы.
Канадский ржаной виски не соответствует тем же стандартам, поэтому в бутылке канадского ржаного виски может не быть большей части ржаного сусла, а в некоторых случаях можно обнаружить, что канадский ржаной виски вообще не содержит ржи.

## История
История ржаного виски восходит к 1750 году — за несколько десятилетий до изобретения бурбона. Ржаной виски был создан в Пенсильвании, когда фермеры и иммигранты пытались создать виски, аналогичный тому, которым они наслаждались в своих родных странах. Поскольку рожь хорошо росла в среднеатлантическом климате Пенсильвании и соседних штатов, она стала основой сусла для мелких винокуренных предприятий. Ржаной виски быстро стал любимым напитком для первых американцев, особенно после Войны за независимость, когда американцы потеряли доступ к спиртным напиткам, производимым в других местах (например, рому, который был чрезвычайно популярен в колониальной Америке), и им пришлось полагаться на собственное производство.
Одним из владельцев подобной дистиллерии был президент США— Джордж Вашингтон. Мощности производства ржаного виски, на его заводе с пятью перегонными кубами, составляли 11 000 галлонов в год.
В 1810 году в Кентукки было произведено 2,2 миллиона галлонов бурбона; Пенсильвания производила почти в три раза больше ржаного виски.
Однако со временем популярность ржаного виски снизилась. Поскольку напиток было нелегко производить, он не пользовался успехом у бутлегеров во времена Сухого закона.
Фактически, ржаной виски вновь обрел свою популярность лишь недавно, более 200 лет спустя. Растущий интерес к виски, особенно к его крафтовым версиям, вернул к жизни этот некогда доминирующий на территории США напиток.